# Amos Rex
Amos Rex (до 2018 года — Художественный музей Амоса Андерсона фин. Amos Andersonin taidemuseo швед. Amos Andersons konstmuseum) — художественный музей, первоначально располагавшийся в здании на улице Yrjönkatu, а в 2018 году переехавший в новые помещения в районе Камппи в Хельсинки, в Финляндии.

## История
Строительство первоначального здания для музея было осуществлено финским меценатом Амосом Андерсоном (1878—1961) на улице Yrjönkatu в Хельсинки, а после его кончины переоборудовано в художественный музей, открытый в 1965 году для широкой публики.
За финансирование музея отвечает частный фонд Föreningen Konstsamfundet.
В мае 2014 года госсовет Хельсинки одобрил проект о строительстве нового музейного пространства под площадью Lasipalatsinaukio, а также дал разрешение на использование северной части здания Стеклянного дворца Lasipalatsi под нужды нового музея. Открытие нового музея Амос Андерсона намечено на 2017 год.
В августе 2018 года музей переехал в новые подземные помещения, а также частично в здание «Ласипалатси» и кинотеатра Bio Rex и был перееименован в Amos Rex. Для публики музей был открыт 30 августа 2018 года. Частными инвесторами было вложено 50 млн евро в реконструкцию помещений. Первая выставка группы японских художников teamLab «Иммерсивные цифровые инсталляции» имела небывалый успех. В общей сложности выставку посетило около 270 тысяч человек.
В коллекции музея - искусство Ренессанса, барокко, импрессионизма, модерна, современное финское искусство.